# К-9 (сериал)
„К-9“ (на английски: K-9) е британско-австралийски телевизионен сериал, фокусиран върху приключенията на кучето-робот К9 от сериала „Доктор Кой“.
Първият епизод е излъчен по Disney XD в Англия и Ирландия на 31 октомври 2009 г. Всеки епизод е с продължителност 30 минути.
Действието се развива в бъдещето в Лондон, година 2050, и героите са 14-годишните Старки, Джорджи и Дариас. Друг герой във филма е професор Грифин, който експериментира с пространството и времето. Целта му е да върне семейството си и да изпрати К-9 отново на неговата планета. Майка на Джорджи е работещата за „агенцията“ инспектор Джун Търнър, която отговаря за сигурността.

## Актьорски състав
- Джон Лисън – К-9 (глас)
- Филипа Култард – Джорджи Търнър
- Кийгън Джойс – Старки
- Даниъл Уебър – Дариас Пайк
- Робърт Малоуни – Алистър Грифин
- Робин Моур – Джун Търнър
- Конър Ван Вуурен – Дрейк

## В България
В България сериалът се излъчва през 2010 г. по Disney Channel. Ролите се озвучават от Милица Гладнишка, Тамара Войс, Мартин Герасков, Иван Велчев, Любомир Фърков, Тодор Георгиев, Кирил Бояджиев, Петър Бонев и др.